# 拉沙泰涅赖
拉沙泰涅赖（法語：La Châtaigneraie，法語發音：[la ʃatɛɲʁɛ]）是法国卢瓦尔河地区大区旺代省的一个市镇，位于该省东部，属于丰特奈勒孔特区。

## 地名
法语单词“châtaigneraie”在法语中意为“栗园”，不过该地名La Châtaigneraie则是来源于沙泰涅家族。

## 地理
拉沙泰涅赖（46°38'58"N, 0°44'25"W）面积7.94 平方千米，位于法国卢瓦尔河地区大区旺代省，该省份为法国西部沿海省份，北起大西洋卢瓦尔省和曼恩-卢瓦尔省，西临大西洋，南至滨海夏朗德省，东部及东南部与德塞夫勒省接壤。
与拉沙泰涅赖接壤的市镇（或旧市镇、城区）包括：昂蒂尼、洛日富日勒斯、圣莫里斯勒日拉尔、泰尔瓦勒。
拉沙泰涅赖的时区为UTC+01:00、UTC+02:00（夏令时）。

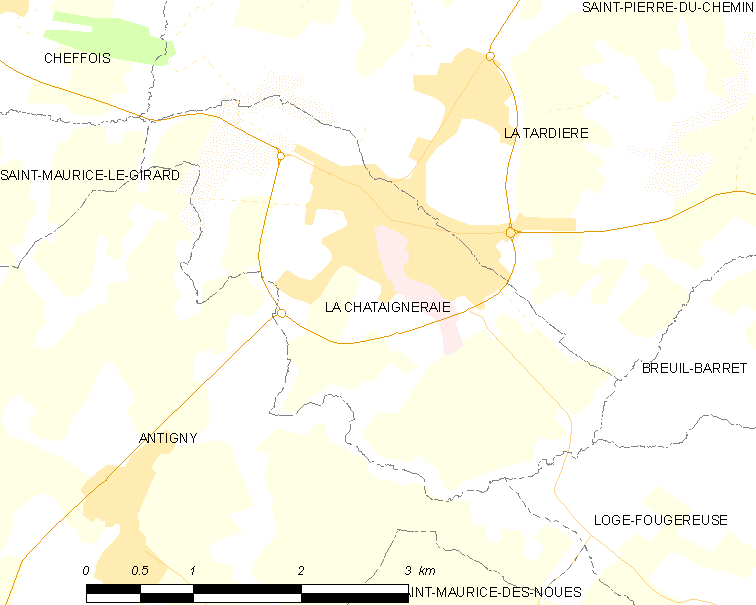
拉沙泰涅赖的OSM定位图

## 行政
拉沙泰涅赖的邮政编码为85120，INSEE市镇编码为85059。

## 政治
拉沙泰涅赖所属的省级选区为拉沙泰涅赖县。

## 人口

1962-2008年间拉沙泰涅赖人口变化图示

拉沙泰涅赖于2022年1月1日时的人口数量为2590人。